# Benelux
Benelux là một vùng ở châu Âu gồm 3 nước lân cận nhau là Bỉ, Hà Lan và Luxembourg. Tên gọi Benelux được ghép chữ đầu trong tên gọi của 3 quốc gia Belgium (Bỉ), Netherlands (Hà Lan) và Luxembourg. Tên này được dùng để chỉ Liên minh Thuế quan Benelux từ năm 1958. Công dân của 3 nước này được tự do đi lại không cần visa bao gồm cả các công dân của các nước khác (khi đến đã nhập cảnh một trong ba nước này).

## Lịch sử
Liên minh Kinh tế Bỉ-Luxembourg ký ngày 25 tháng 7 năm 1921 có thể được coi là bước đầu của Liên minh Thuế quan Benelux sau này.
Trong thời kỳ thế chiến thứ hai, các chính phủ lưu vong của 3 nước Bỉ, Hà Lan và Luxembourg đã ký một hiệp ước thành lập Liên minh thuế quan Benelux tại London ngày 5 tháng 9 năm 1944, nhằm bãi bỏ thuế quan ở biên giới chung giữa 3 nước và ấn định một mức thuế chung cho hàng hóa từ các nước ngoài nhập vào Liên minh. Chính sách tự do mậu dịch này xuất phát từ thất bại của các chính sách bảo hộ mậu dịch trong thập niên 1930, tiếp theo cuộc khủng hoảng kinh tế toàn cầu năm 1929. Tuy nhiên hiệp ước này chỉ được áp dụng từ ngày 1 tháng 1 năm 1948.
Ba nước thành viên của Liên minh này cũng là các nước sáng lập ra Liên minh Tây Âu ngày 17 tháng 3 năm 1948, Tổ chức hợp tác kinh tế châu Âu (OEEC) ngày 16 tháng 4 năm 1948, Tổ chức Minh ước Bắc Đại Tây Dương (NATO) năm 1949, Cộng đồng Than Thép châu Âu (ECSC) ngày 18 tháng 4 năm 1951, Cộng đồng kinh tế châu Âu (EEC, tức Cộng đồng châu Âu (EC) sau này) ngày 25 tháng 3 năm 1957.
Hiệp ước thành lập Liên minh kinh tế Benelux được ký ngày 3 tháng 2 năm 1958 tại La Hay (Hà Lan), thúc đẩy việc di chuyển tự do các người lao động, vốn liếng, dịch vụ, hàng hóa trong Liên minh.

## Dân số và ngôn ngữ
Tổng dân số của Liên minh hiện nay là 27.562.217 người trên một diện tích 74.640 km², mật độ dân số là 369 người/km².
Tiếng Hà Lan, Flemish, tiếng Pháp và tiếng Đức là 4 ngôn ngữ chính. Trong khoảng 27,5 triệu dân thì 83% nói tiếng Hà Lan và Flemish, tức khoảng 22,5 triệu dân (tiếng Hà Lan khoảng 16,5 triệu, tiếng Flemish 6 triệu), 17% nói tiếng Pháp, tức khoảng 4,7 triệu, trong đó ở Bỉ 4,2 triệu và 0,5 triệu ở Luxembourg. Trên thực tế chỉ có một nhóm nhỏ nói tiếng Đức ở thành phố Eupen (Bỉ).

## Cơ cấu tổ chức
- Cơ quan tổng thư ký tại Bruxelles, điều hành các công việc chung. Hiện nay do người Hà Lan J.P.R.M. var Laarhoven đảm nhiệm từ 1 tháng 1 năm 2007
- Ủy ban các bộ trưởng - cơ quan hành pháp - chủ yếu gồm các bộ trưởng ngoại giao, nhưng tùy trường hợp, cũng có các bộ trưởng khác tham gia
- Hội đồng Liên minh, tập hợp các Ban Giám đốc của các Ban chủ yếu khác nhau của Liên minh
- Hội đồng nghị sĩ tư vấn, gọi là Nghị viện Benelux, gồm có 21 nghị sĩ Hà Lan, 21 Bỉ và 7 Luxembourg. Nghị viện này có vai trò thảo luận và khuyến nghị, nhưng không có quyền lập pháp.
- Tòa án Benelux, có chức năng tương tự như Tòa án cộng đồng châu Âu, gồm các thẩm phán của 3 tòa án tối cao 3 nước
- Văn phòng quản lý các thương hiệu Benelux từ năm 1962 và Văn phòng quản lý các mẫu thiết kế Benelux từ năm 1966
- Tổ chức Sở hữu trí tuệ Benelux theo Công ước về Sở hữu Trí Tuệ Benelux ký kết ngày 25 tháng 2 năm 2005, thay thế 2 văn phòng nói trên và có hiệu lực từ 1 tháng 8 năm 2005

Hiệp ước thành lập Liên minh kinh tế Benelux sẽ hết thời hạn vào năm 2010.